# Manuscritos do Mar Morto
Os Manuscritos do Mar Morto (ou Rolos do Mar Morto) são uma coleção de centenas de textos e fragmentos de texto encontrados em cavernas de Qumran, no Mar Morto, no fim da década de 1940 e durante a década de 1950. Foram compilados por uma doutrina de judeus conhecida como essênios, que viveram em Qumran do século II a.C., até aproximadamente 70. Porções de toda a Bíblia Hebraica foram encontradas, exceto do Livro de Ester e do Livro de Neemias. Os manuscritos incluem também livros apócrifos e livros de regras da própria seita. A datação mais correta e amplamente aceita entre arqueólogos e historiadores, é entre o século II a.C. e meados do século I d.C. As datações atribuídas através do método histórico-crítico batem perfeitamente com as datações em radiocarbono. Muito se especulou sobre uma suposta datação de 2000 a.C., sendo assim, o mais antigo compilado de textos bíblicos já encontrado, isso se deve por conta de matérias tendenciosas como o famoso The weirdo cult that saved the Bible, mas tal matéria não é considerada um estudo acadêmico e carece de fontes confiáveis. Outro fato que atesta a data de meados do século II a.C., é o tipo de cerâmica em que os fragmentos foram encontrados, datando de 135 a.C. a 104 a.C.
Atualmente, estão guardados no Santuário do Livro do Museu de Israel, em Jerusalém. Quanto àqueles fragmentos que estão num museu estadunidense, foram dados como falsos.

## Histórico

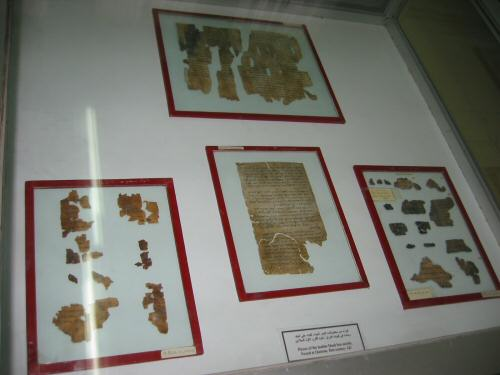
Fragmento dos manuscritos no Museu Arqueológico de Ammán

Os manuscritos do Mar Morto foram casualmente descobertos por um grupo de pastores de cabras (beduínos), que em busca de um de seus animais localizou, em 1947, a primeira das cavernas com jarros cerâmicos contendo os rolos de papiro. Inicialmente os pastores tentaram sem sucesso vender o material em Belém. Mais tarde, foram finalmente vendidos para Athanasius Samuel, bispo do mosteiro ortodoxo sírio São Marcos em Jerusalém e para Eleazar Sukenik, da Universidade Hebraica, em dois lotes distintos.
A autenticidade dos documentos foi atestada em 1948. Em 1954, o governo israelense, que já havia comprado o lote de Sukenik, comprou através de um representante os documentos em posse do bispo por 250 mil dólares.
Outra parte dos manuscritos, encontrada nas últimas dez cavernas, estavam no Museu Arqueológico da Palestina, em posse do governo da Jordânia, que então controlava o território de Qumran. O governo jordaniano autorizou apenas oito pesquisadores a trabalharem nos manuscritos. Em 1967, com a Guerra dos Seis Dias, Israel apropriou-se do acervo do museu, porém, mesmo com a entrada de pesquisadores judeus, o avanço nas pesquisas não foi significativo. Apenas em 1991, com a quebra de sigilo por parte da Biblioteca Hutington em relação aos microfilmes que Israel havia enviado para algumas instituições pelo mundo, um número maior de pesquisadores passou a ter acesso aos documentos, permitindo, enfim, que as pesquisas avançassem significativamente.
Os desdobramentos em relação aos resultados prosseguem e, recentemente, a Universidade da Califórnia apresentou o "The Visualization Qumran Project" (Projeto de Visualização de Qumran), recriando em três dimensões a região onde os manuscritos foram achados. O Museu de Israel já publicou na Internet parte do material sob seus cuidados e o Instituto de Antiguidades de Israel do Museu Rockefeller trabalha para fazer o mesmo com sua parte.
Em 2015, após 45 anos, os pesquisadores da Universidade de Kentucky decifraram versículos do Livro de Levítico a partir de um rolo de pergaminho encontrado carbonizado na Arca Sagrada da sinagoga de Ein Gedi.
Em 2016, arqueólogos da Universidade Hebraica de Jerusalém descobriram evidências de uma décima segunda caverna. No local, foram desenterrados estilhaços de jarros que contiveram outros documentos. Os documentos haviam sido saqueados, acredita-se que por volta de 1950.
Fora os pergaminhos com história atestada de descoberta no Deserto da Judeia, uma profusão de manuscritos circula no mercado paralelo cuja autenticidade é duvidosa. Por exemplo, o Museu da Bíblia em Washington afirmou em março de 2020 que todos os 16 fragmentos dos manuscritos do Mar Morto que possui são falsificados. Relatório diz que maioria dos fragmentos são feitos de couro e não pergaminho.
Em 2021 foi anunciada a descoberta de dois fragmentos encontrados na "Caverna do Horror" no deserto na região do Mar Morto. Os textos, escritos em grego, são dos livros de Zacarias e Naum, com o nome de Deus redigido na escrita páleo-hebraica. 

## Autoria
A autoria dos documentos é desconhecida. Com base em referências cruzadas com outros documentos históricos, ela é atribuída aos essênios, uma seita judaica que viveu na região da descoberta e guarda semelhanças com as práticas identificadas nos textos encontradas. O termo "essênio", no entanto, não é encontrado nenhuma vez em nenhum dos manuscritos.
O que se sabe é que a comunidade de Qumram era formada provavelmente por homens, que viviam voluntariamente no deserto, em uma rotina de rigorosos hábitos, opunham-se à religiosidade sacerdotal e esperavam a vinda de um messias.

## Importância para o cânone bíblico

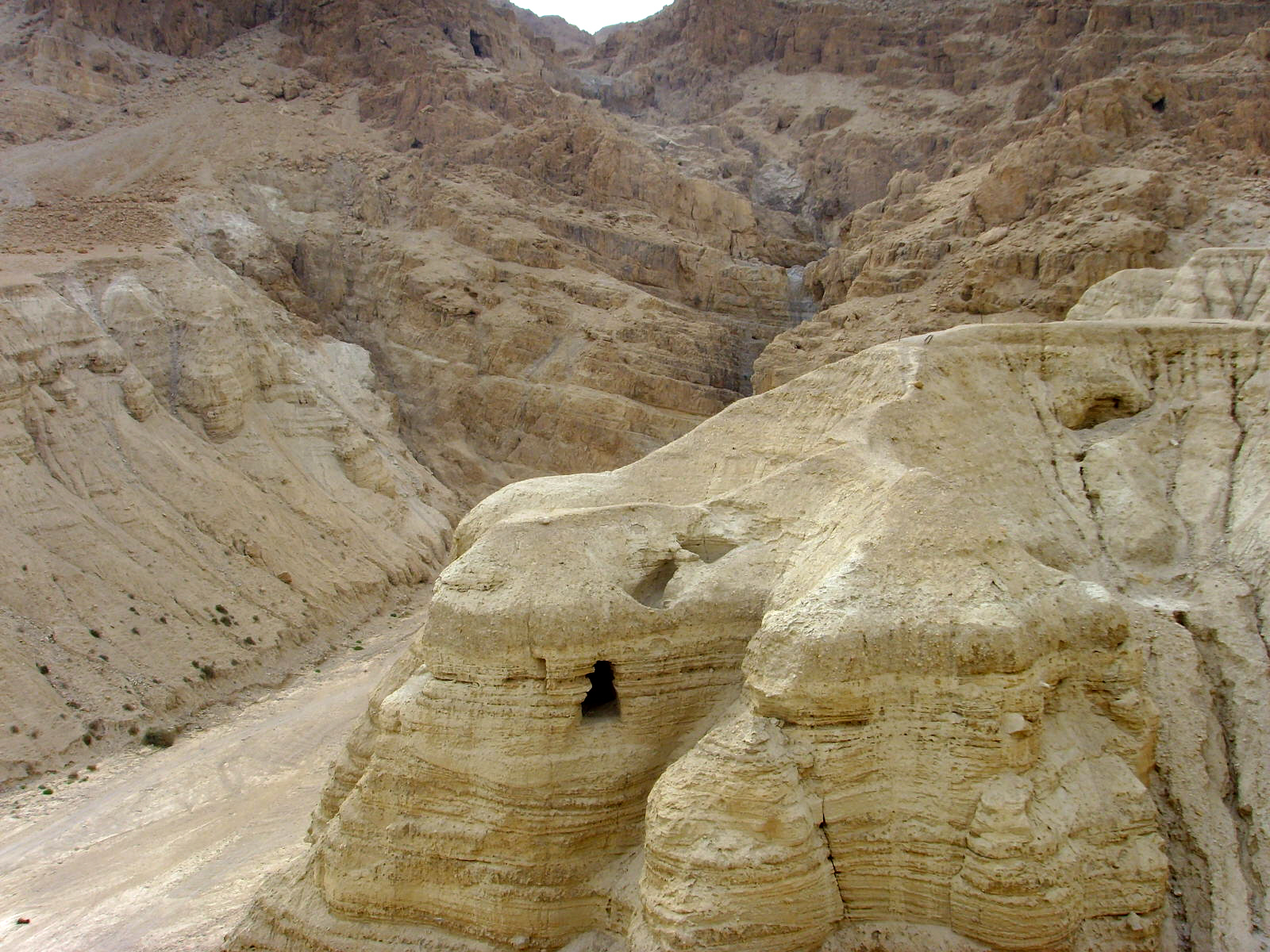
Nesta caverna, em Qumran, na Cisjordânia, foram encontrados os manuscritos do Mar Morto.

Antes da descoberta dos Rolos do Mar Morto, os manuscritos mais antigos das Escrituras Hebraicas datavam da época do nono e do décimo século da era cristã. Atualmente, os manuscritos são considerados a mais antiga versão do antigo testamento, datando do século segundo antes da era comum.  A análise dos textos encontrados mostra que os textos hebraicos eram bastante fluidos antes de sua canonização. Há textos que são quase idênticos ao texto massorético embora haja fragmentos do livro do Êxodo e de Samuel com diferenças significativas das cópias modernas.
Para o Professor Julio Trebolle Barrera, membro da equipe internacional de editores dos Rolos do Mar Morto, "O Rolo de Isaías [de Qumran] fornece prova irrefutável de que a transmissão do texto bíblico, durante um período de mais de mil anos pelas mãos de copistas judeus, foi extremamente fiel e cuidadosa". 
O rolo mencionado por Barrera trata-se de uma peça com 7 metros de comprimento, em aramaico, contendo o inteiro livro de Isaías. Diferentemente deste rolo, a maioria deles é constituída apenas por fragmentos, com menos de um décimo de qualquer dos livros. Os livros bíblicos mais populares em Qumran eram os Salmos (36 exemplares), Deuteronômio (29 exemplares) e Isaías (21 exemplares). Estes são também os livros mais frequentemente citados nas Escrituras Gregas Cristãs.
Anteriormente, os eruditos achavam que as diferenças entre o texto Massorético e Septuaginta talvez resultassem de erros ou mesmo de invenções deliberadas do tradutor. Agora, se confirmada a canonicidade de tais fragmentos, os rolos levantam possibilidade para que muitas das diferenças tenham existido devido a variações no texto hebraico. Isto talvez explique alguns dos casos em que os textos em que hoje os cristãos se baseiam citavam textos das Escrituras Hebraicas usando fraseologia diferente do texto massorético. — Êxodo 1:5. Assim sendo, tais pergaminhos fornecem de forma laica uma excelente base para o estudo da transmissão do texto bíblico hebraico. Os Rolos do Mar Morto confirmaram o valor tanto dos textos Massoréticos, como do Pentateuco Samaritano e de outras traduções bíblicas para a comparação textual.
Embora os rolos demonstrem que a Bíblia não sofreu mudanças fundamentais, eles também revelam que houve versões diferentes dos textos bíblicos hebraicos usadas pelos judeus no período do Segundo Templo, cada uma com as suas próprias variações. Em conta das variações, os manuscritos são agrupados em várias famílias: proto-massorético, família septuaginta, proto-samaritano e tradições independentes. Por exemplo, o livro de Isaías os fragmentos preservados nestes manuscritos possuem algumas variações que os diferenciam do texto massorético na grafia e na fraseologia, sendo computados mais mais de 2 600 variantes textuais em comparação com o Texto Massorético. Algumas variantes são significativas e incluem diferenças em um ou mais versos ou em várias palavras. A maioria das variantes são menores e incluem diferenças de uma única palavra, grafias alternativas, plural versus uso único e mudanças na ordem das palavras.
Os Fragmentos do Mar Morto ajudam até certo ponto a compreender o contexto da vida judaica durante à ocupação Romana em Israel. Tais textos fornecem informações comparativas para o estudo do hebraico antigo e do texto da Bíblia.

## Controvérsias
A associação de Jesus Cristo com a seita dos essênios ou sua influência sobre estes é controversa. Os essênios, que viviam em comunidades isoladas, tinham conceitos muito diferentes dos das outras seitas judaicas (Saduceus, Fariseus) sobre a Lei de Moisés. Preocupavam-se em especial com a purificação pessoal, eram geralmente celibatários e vestígios encontrados nas cavernas de Qumran indicam que se vestiam apenas com túnicas brancas e acessórios simples. Havia uma interpretação muito rígida da guarda do sábado, pois segundo suas regras, até fazer suas necessidades fisiológicas era considerado violação ao sábado. A seita dos essênios mantinha uma estrita postura com o sábado devido a lei de Moisés estar vigente durante aquele período.

### Israel Knohl
O acadêmico judeu Dr. Israel Knohl, presidente do Departamento Bíblico da Universidade Hebraica de Jerusalém e professor convidado nas universidades de Berkeley e de Stanford, apresenta no seu livro: "The Messiah Before Jesus" (O Messias antes de Jesus), com base nestes pergaminhos, a tese de que por volta do ano do nascimento de Jesus Cristo falecera um suposto Messias, chamado Menahem, o essénio, em circunstâncias semelhantes àquelas em que o próprio Jesus mais tarde viria a morrer, e supõe o autor que Jesus poderia ter tido conhecimento desta história. Outra interpretação possível é que Jesus seria um personagem baseado nesta obra anterior.
Menahem (ou Menachem), líder de uma seita judaica de Qumran, tentou liderar uma revolta contra os Romanos, mas acabou morto por estes, que proibiram que o seu corpo fosse enterrado. Este grupo de discípulos, ao contrário dos cristãos, logo se dissipou. Este Menahem teria, segundo Knohl, falecido por volta de 4 a.C.

### Michael Wise
Outro académico, o cristão Michael Wise, professor nos Estados Unidos, afirma que o messias dos pergaminhos se chamava Judah e morreu de forma violenta por volta de 72 a.C. Wise publicou o livro "The First Messiah" em 1999.

### Galeria

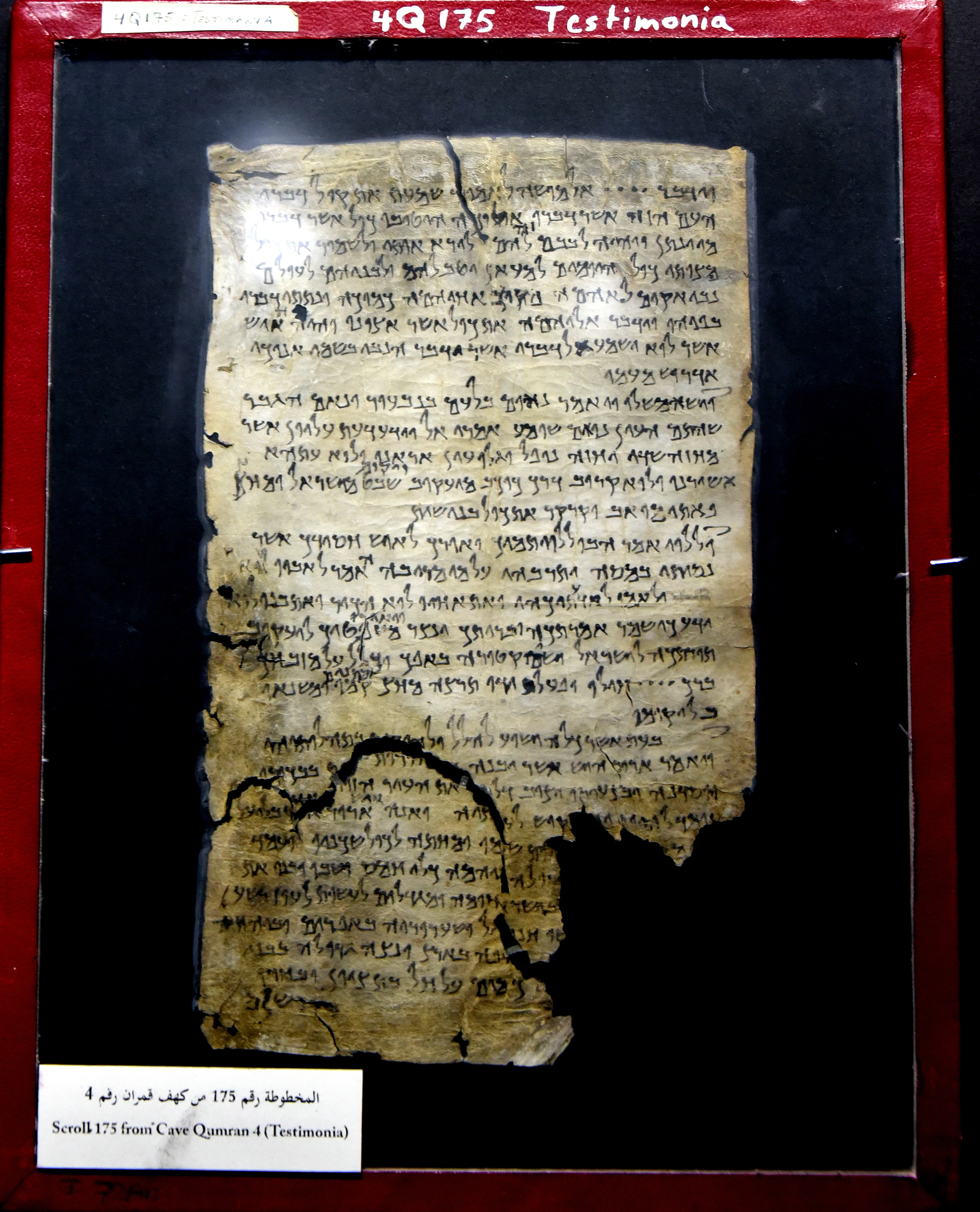
Pergaminho do Mar Morto 175, completo, Testimonia, da Caverna 4 de Qumran, o Museu da Jordânia em Amã
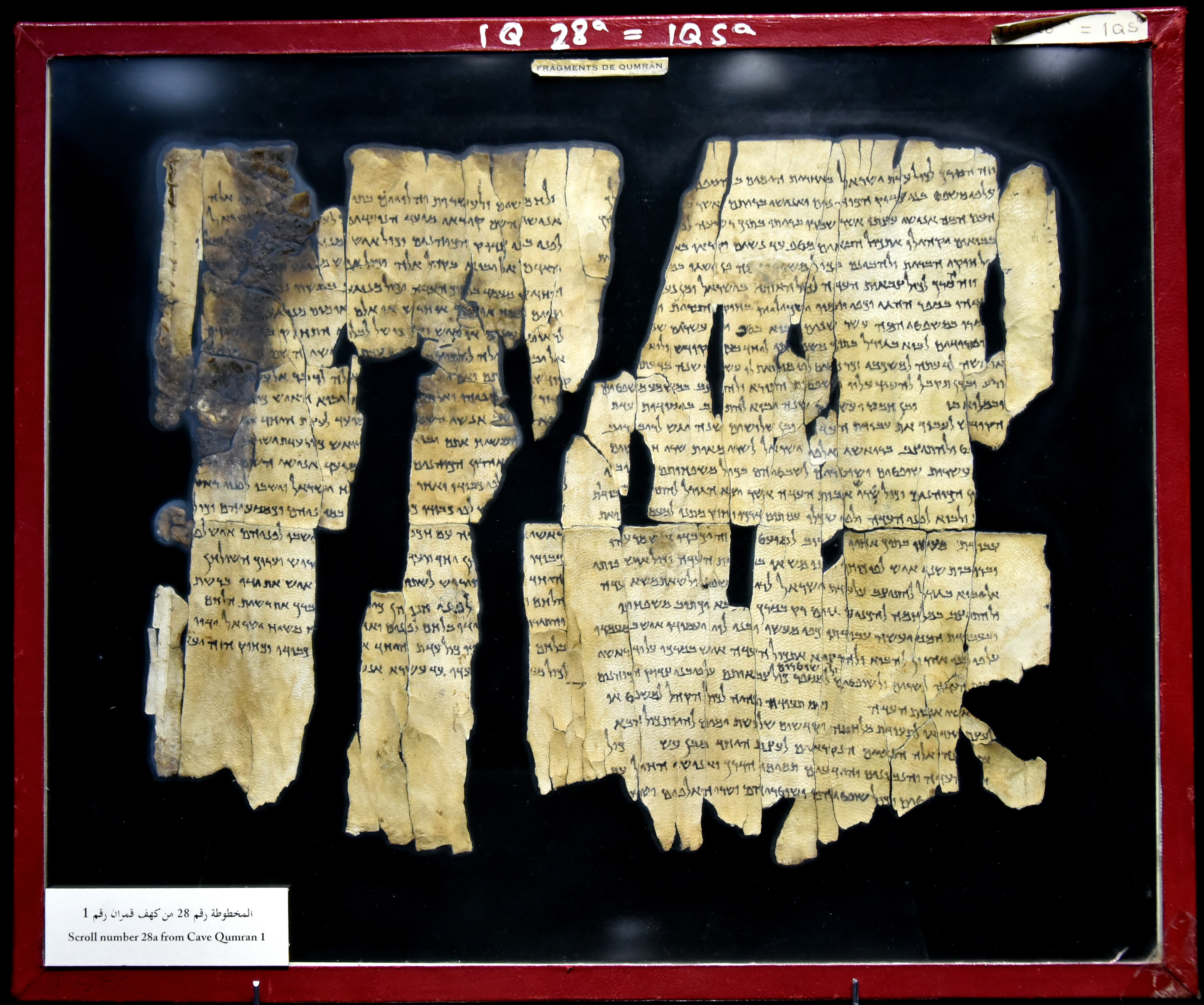
Pergaminho do Mar Morto 28a da Caverna Qumran 1, completo, o Museu Jordan em Amã
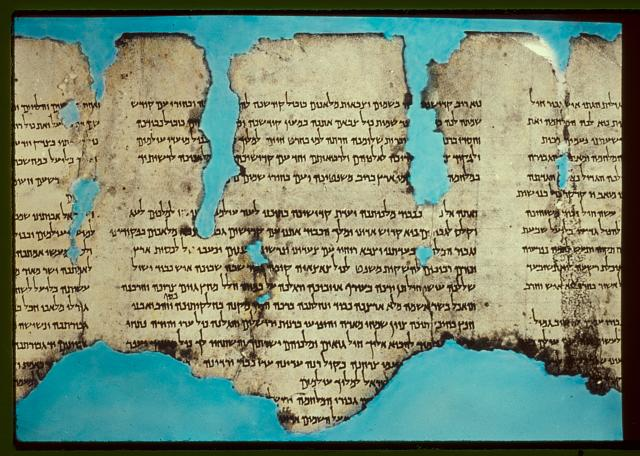
O Pergaminho da Guerra, encontrado na Caverna 1 de Qumran.
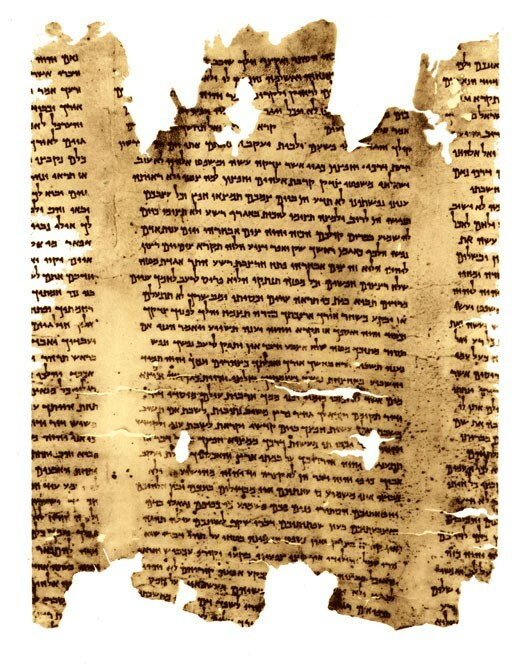
Uma parte da segunda cópia descoberta do rolo de Isaías, 1QIsab.
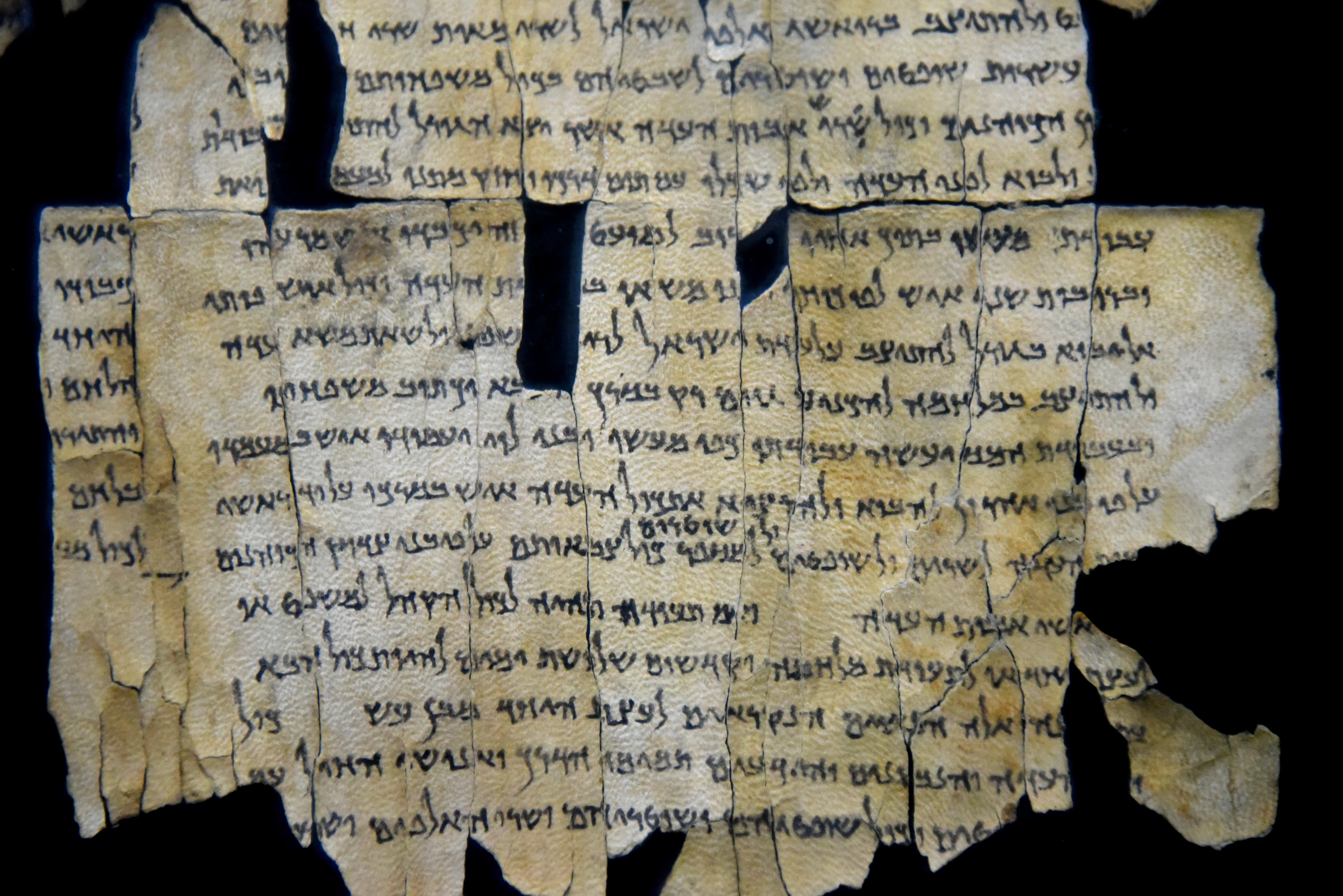
Parte do Pergaminho do Mar Morto 28a da Caverna Qumran 1. O Museu da Jordânia, Amã
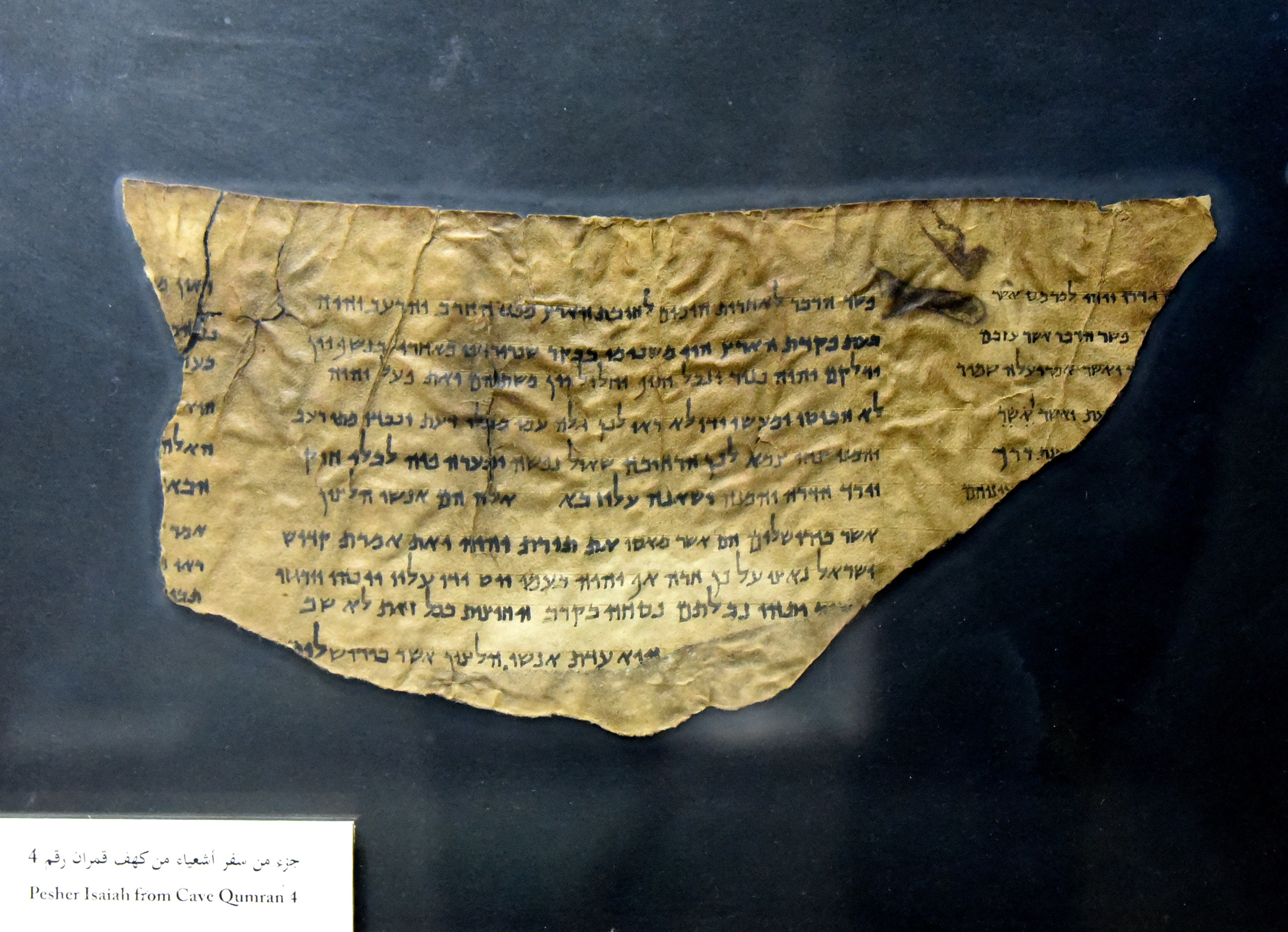
Pergaminho do Mar Morto, Pesher Isaiah, da Caverna Qumran 4. O Museu da Jordânia, Amã
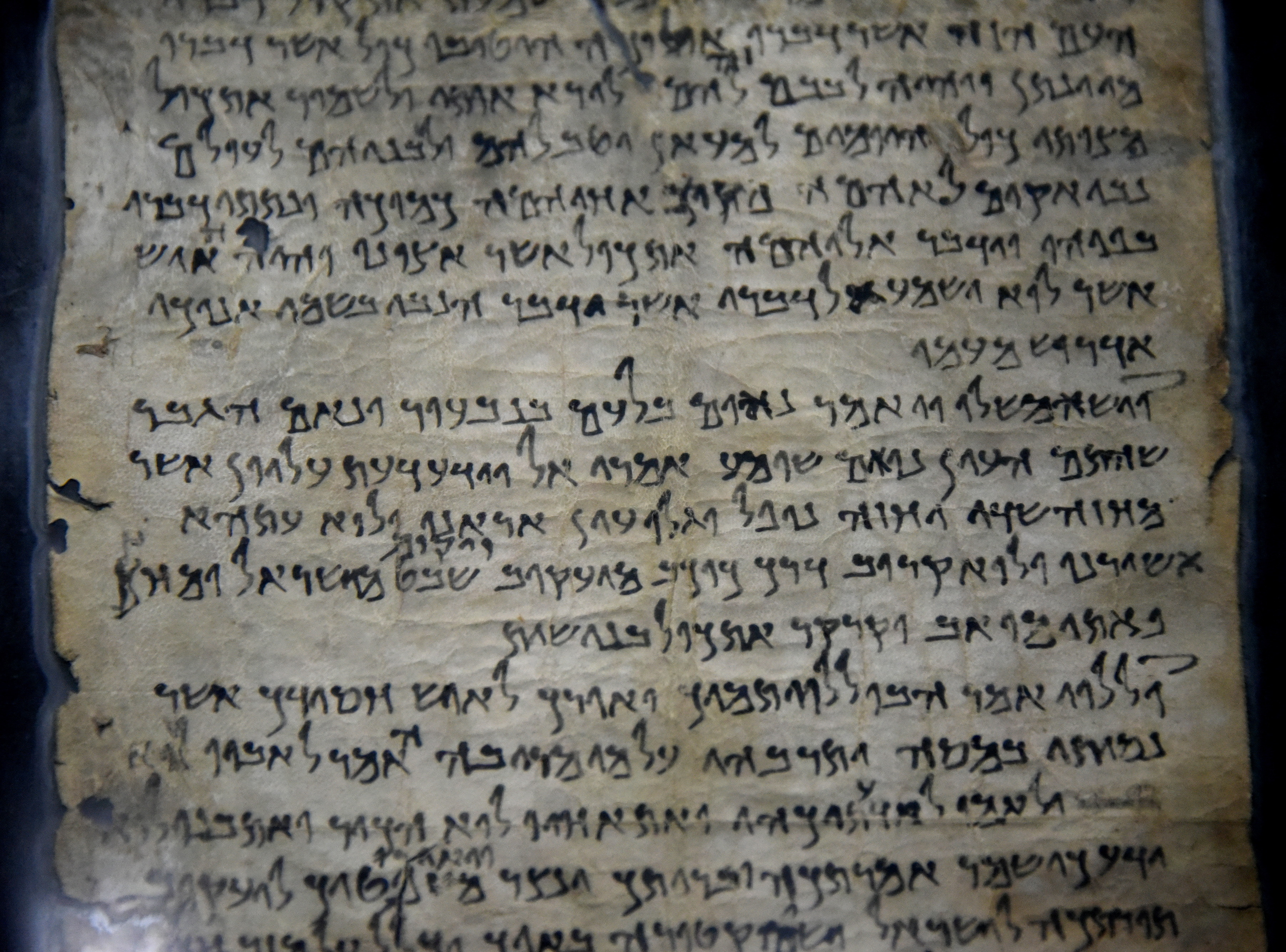
Pergaminho do Mar Morto 175, Testimonia, da Caverna Qumran 4. O Museu da Jordânia, Amã
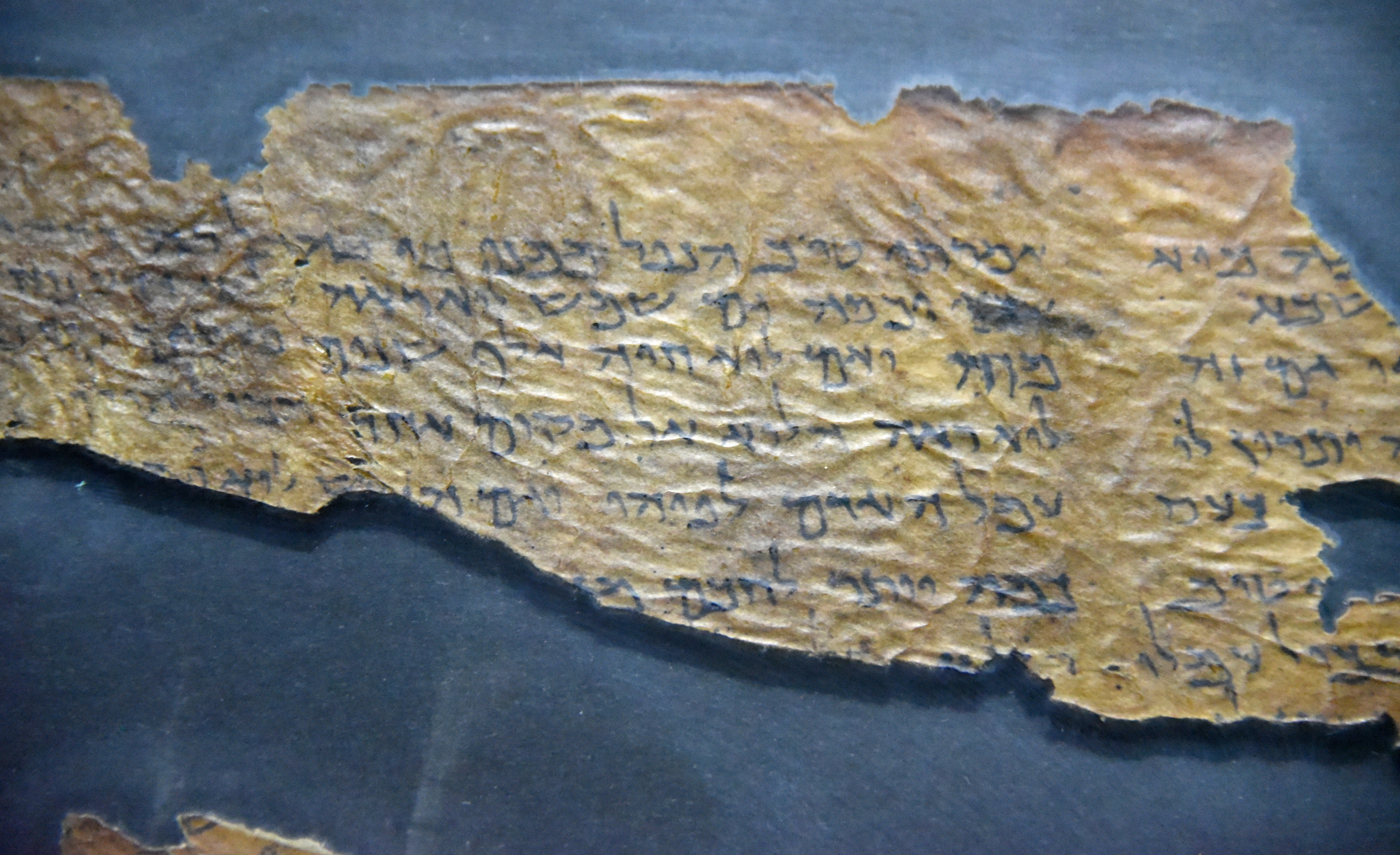
Pergaminho do Mar Morto 109, Qohelet ou Eclesiastes, da Caverna Qumran 4. Museu da Jordânia, Amã.
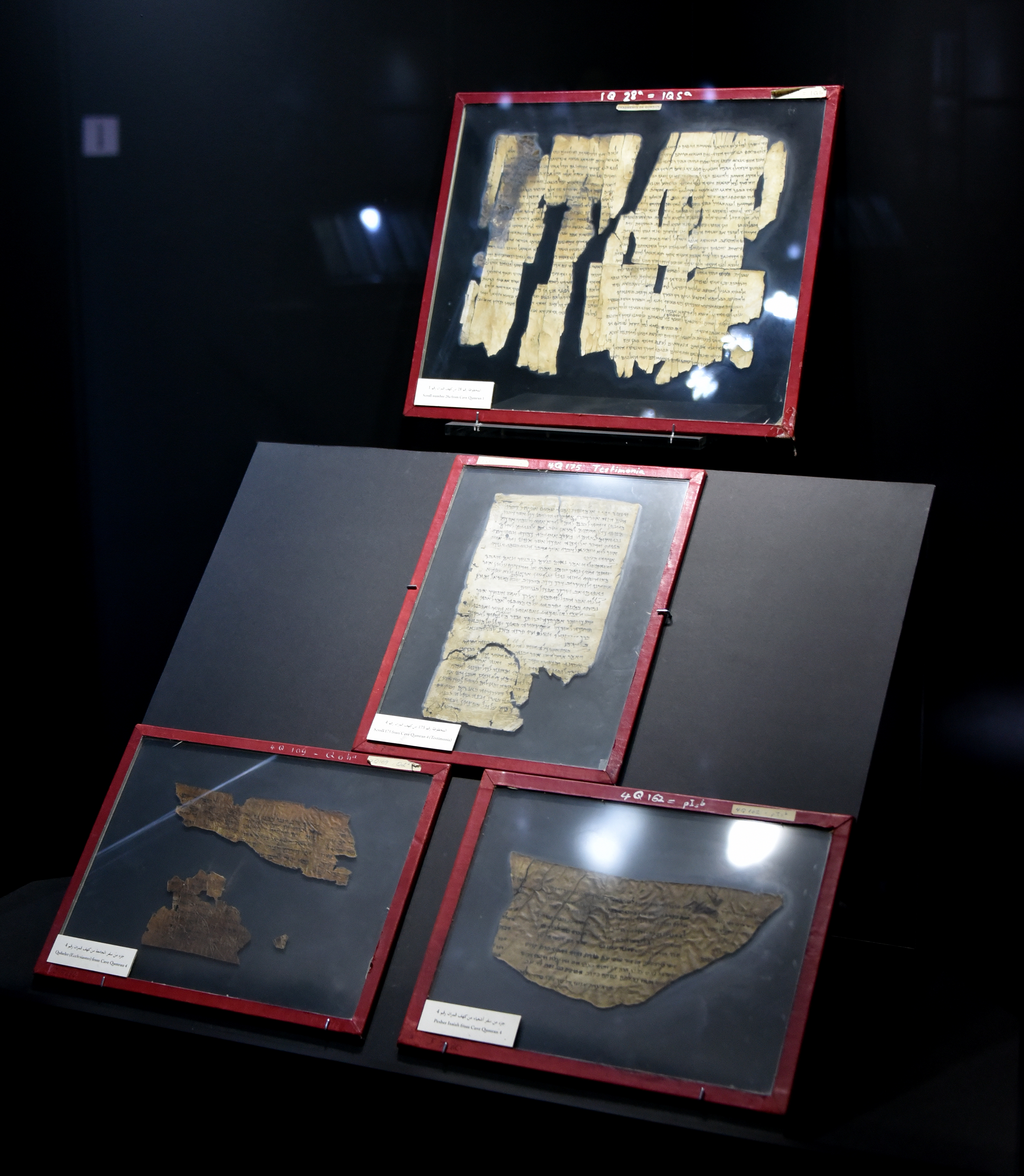
Pergaminhos do Mar Morto no Museu da Jordânia em Amã
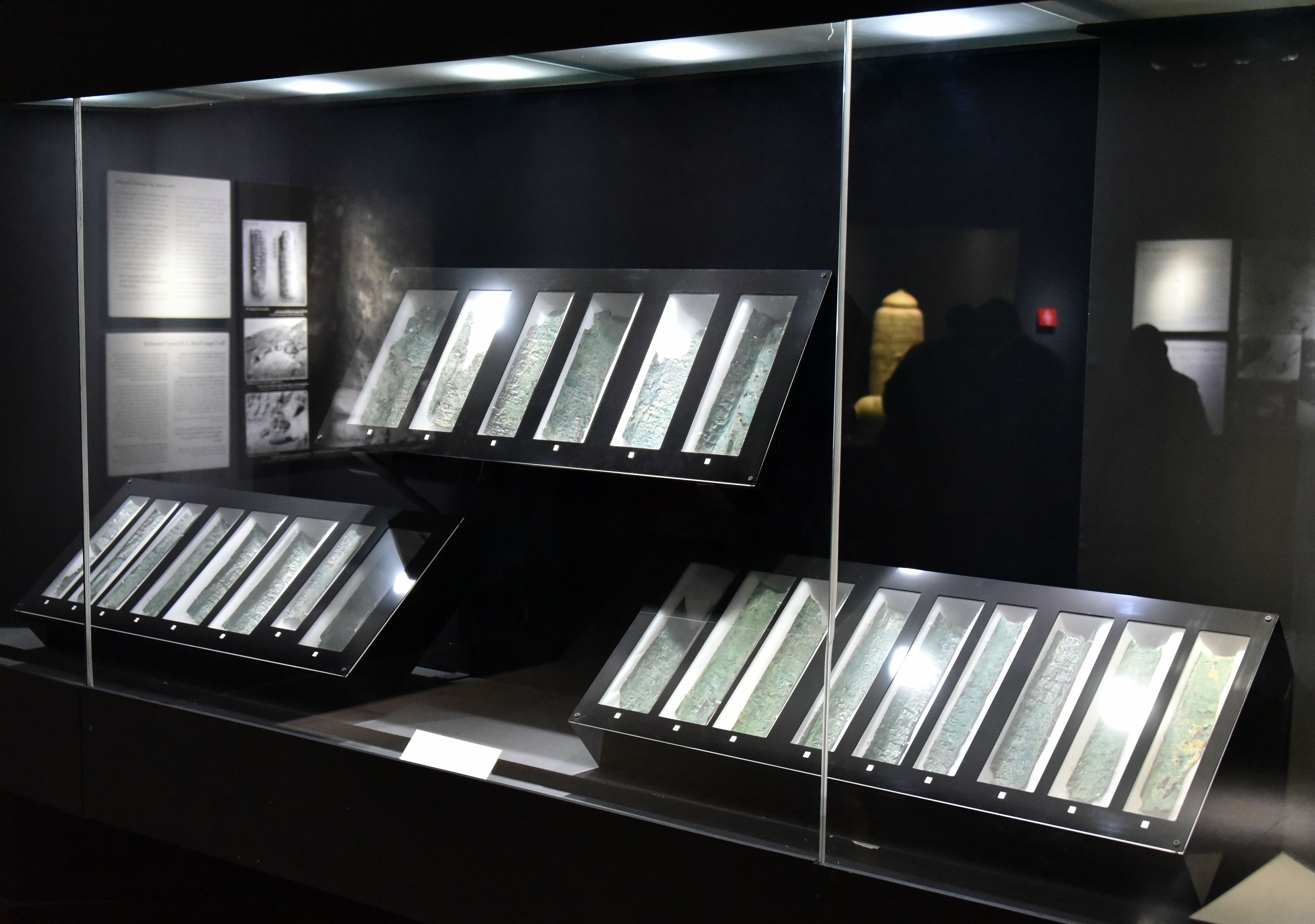
Tiras do Pergaminho de Cobre do Mar Morto no Museu da Jordânia, da Caverna Qumran 3, século I d.C.
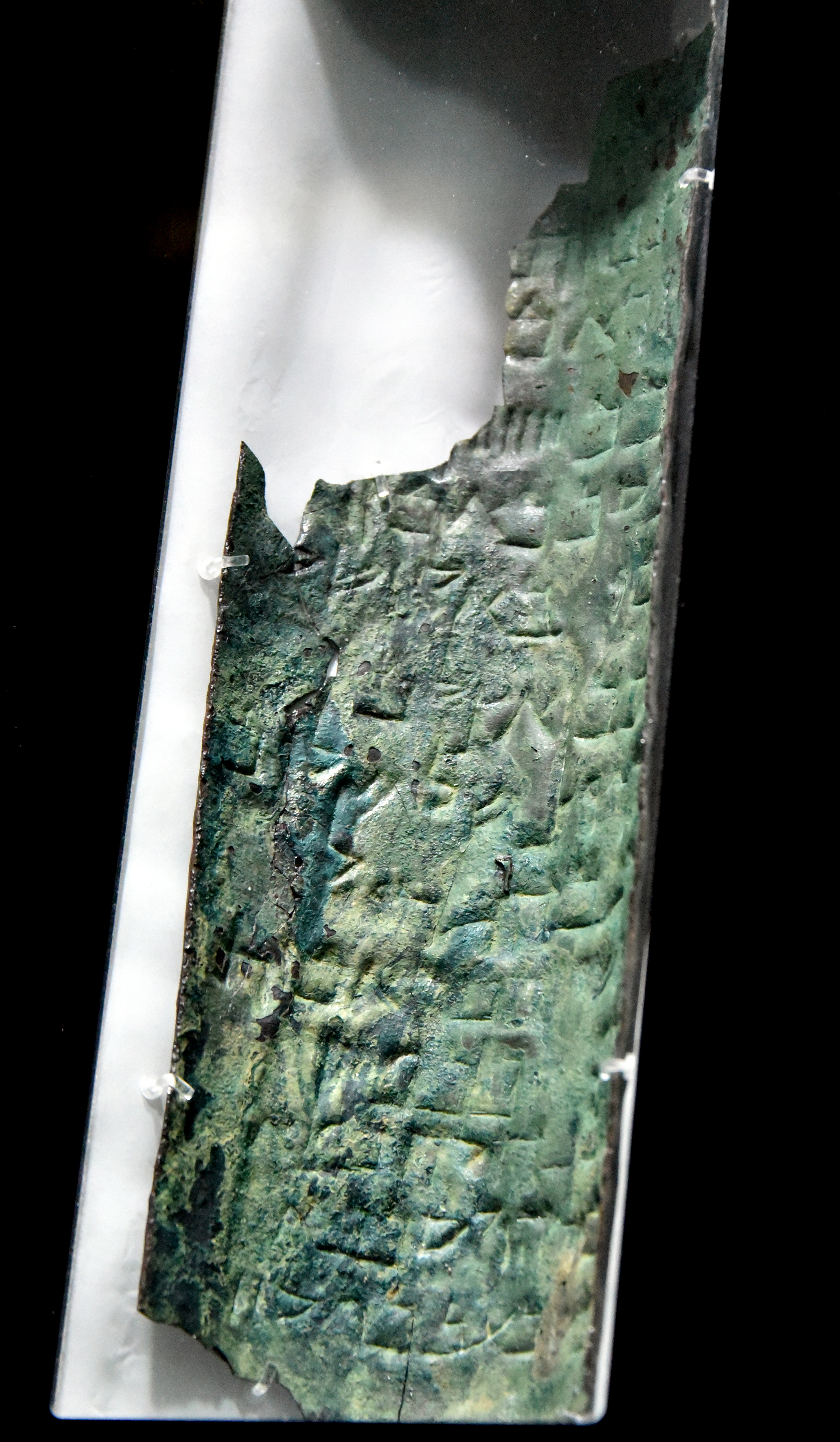
Faixa 11 do Pergaminho de Cobre do Mar Morto, da Caverna 3 de Qumran, Museu da Jordânia
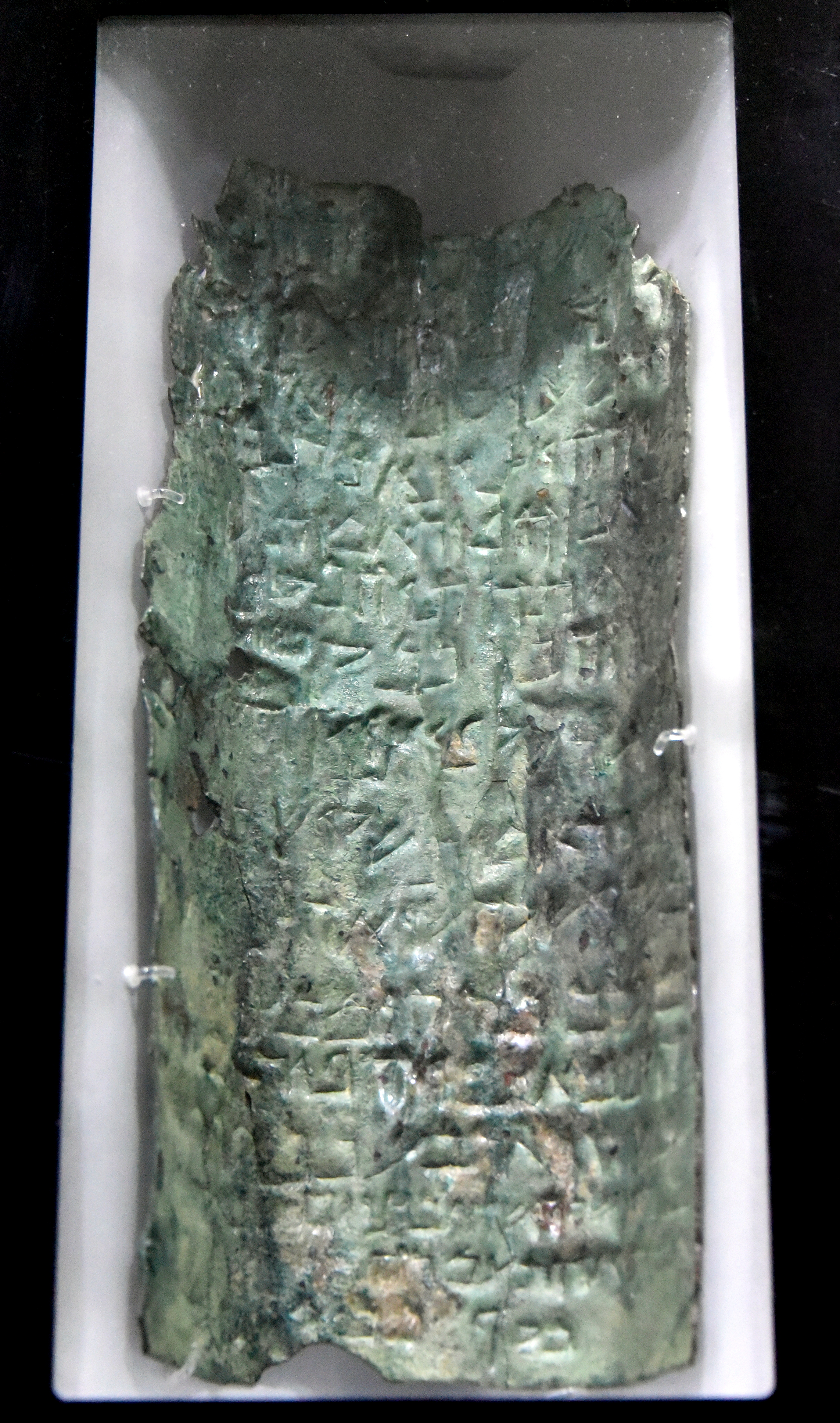
Tira 15 do Pergaminho de Cobre do Mar Morto, da Caverna 3 de Qumran, Museu da Jordânia
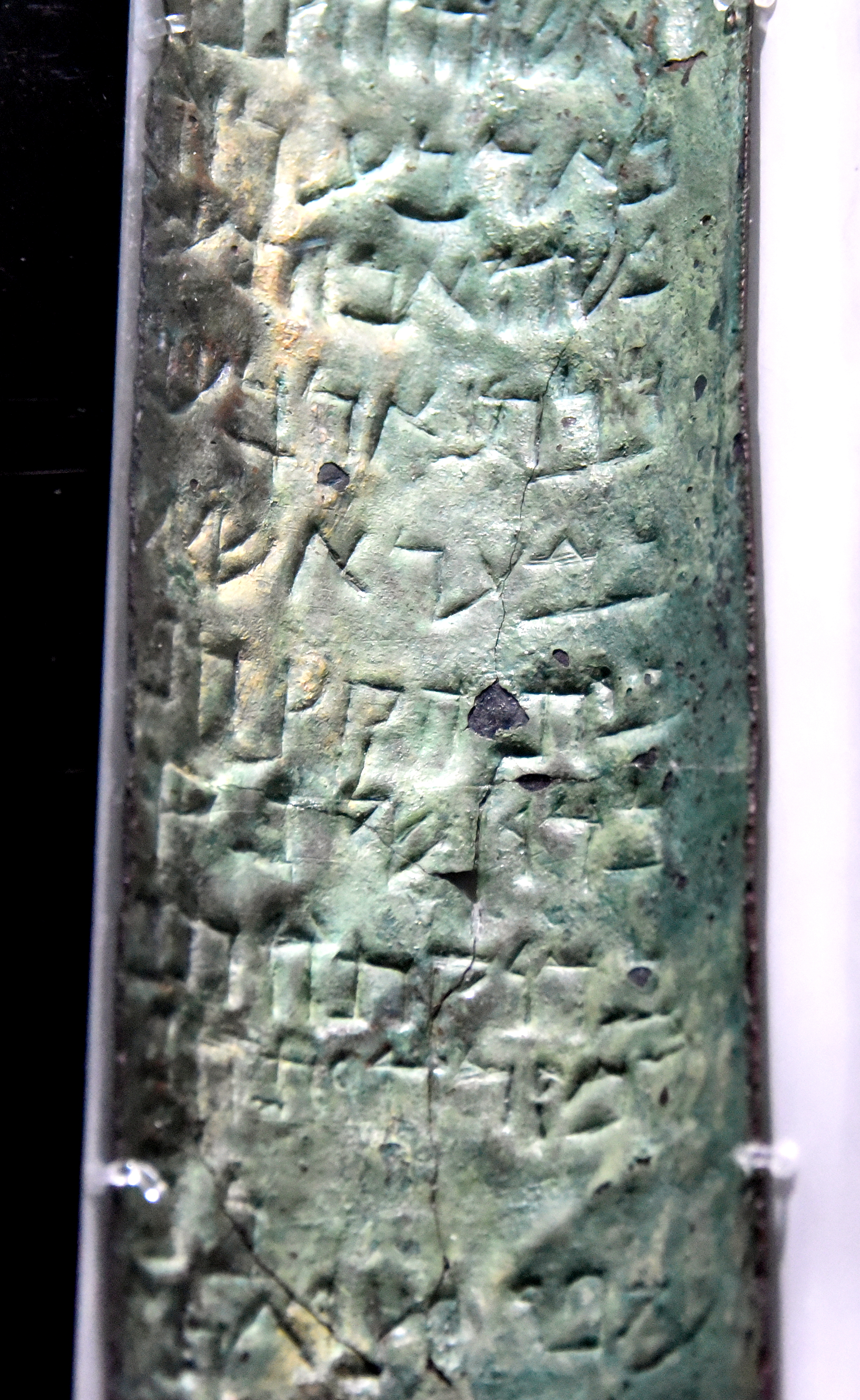
Tira 13 do Pergaminho de Cobre do Mar Morto, da Caverna 3 de Qumran, Museu da Jordânia
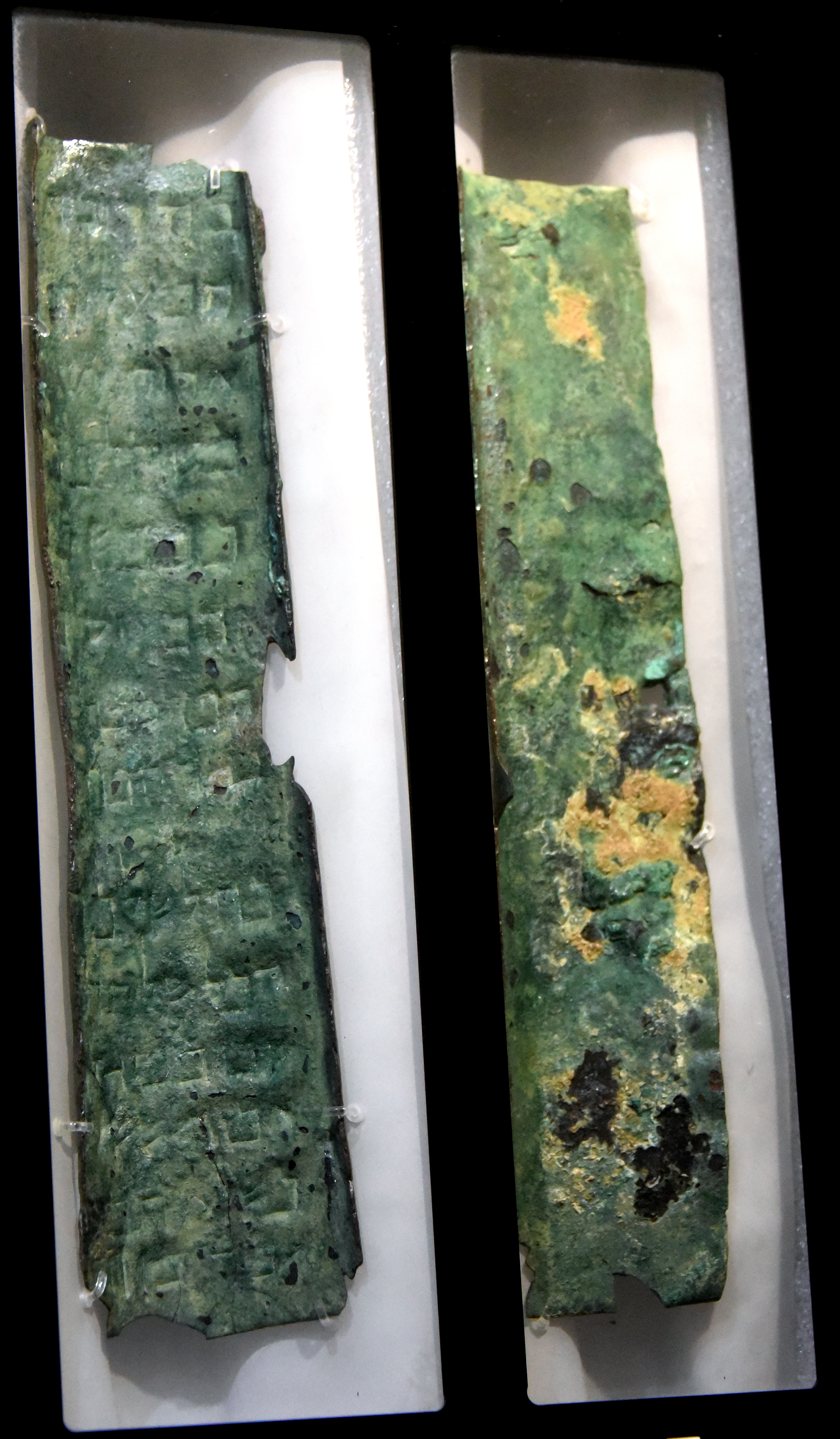
Tiras 1 e 2 do Pergaminho de Cobre do Mar Morto, da Caverna 3 de Qumran, Museu da Jordânia
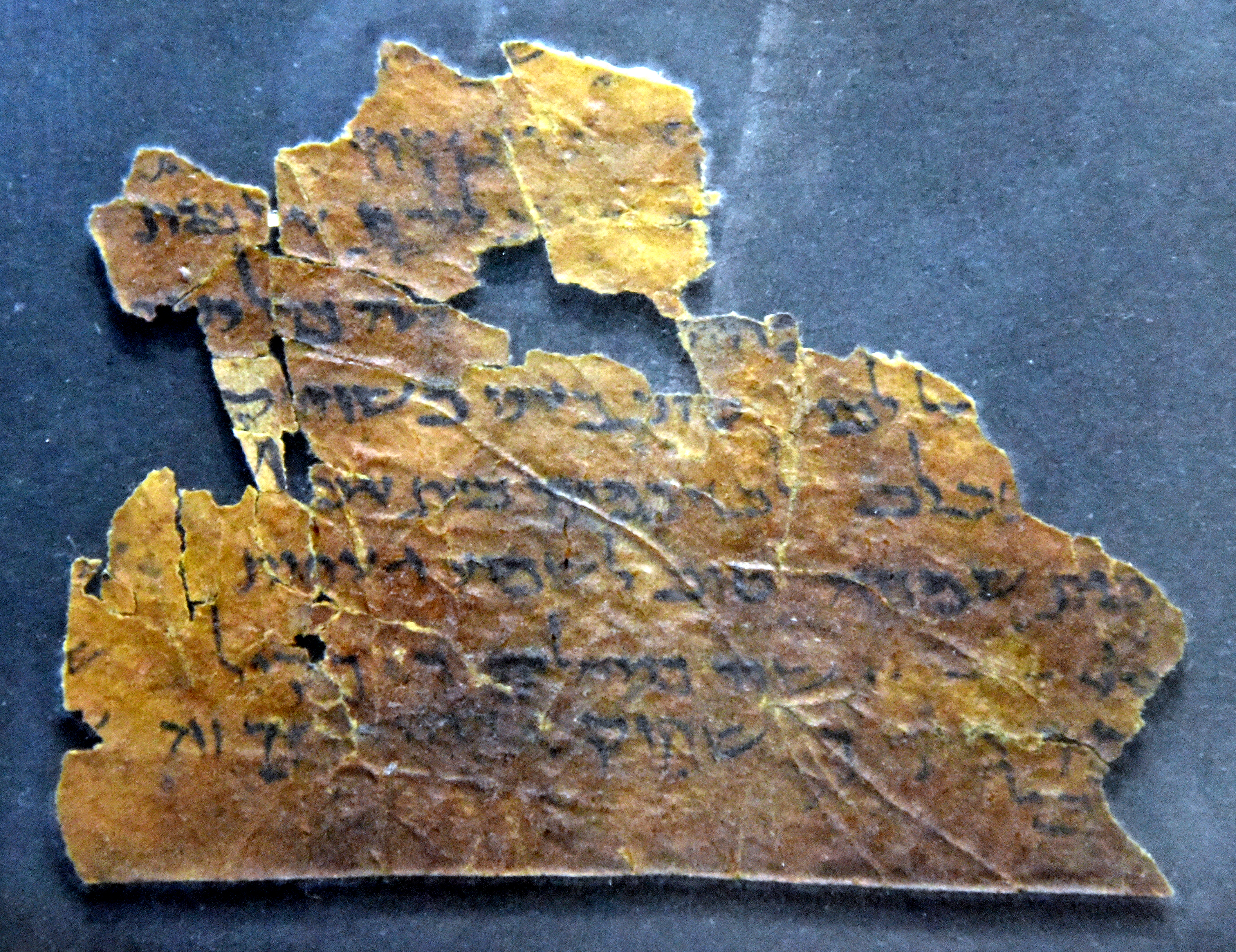
Pergaminho do Mar Morto 109, Qohelet ou Eclesiastes, da Caverna 4 de Qumran, o Museu da Jordânia em Amã
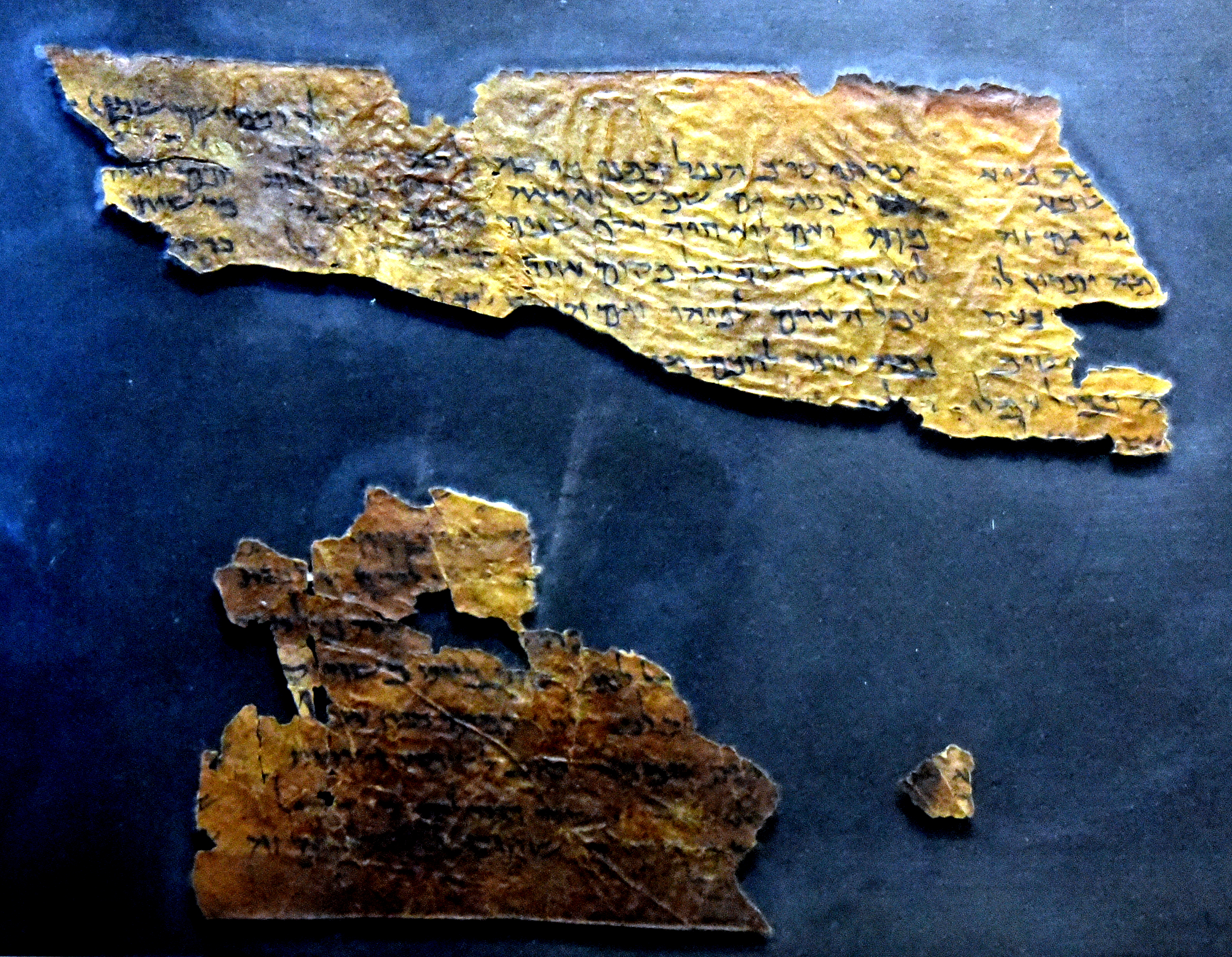
Pergaminho do Mar Morto 109, Qohelet ou Eclesiastes, da Gruta 4 de Qumran, no Museu da Jordânia em Amã
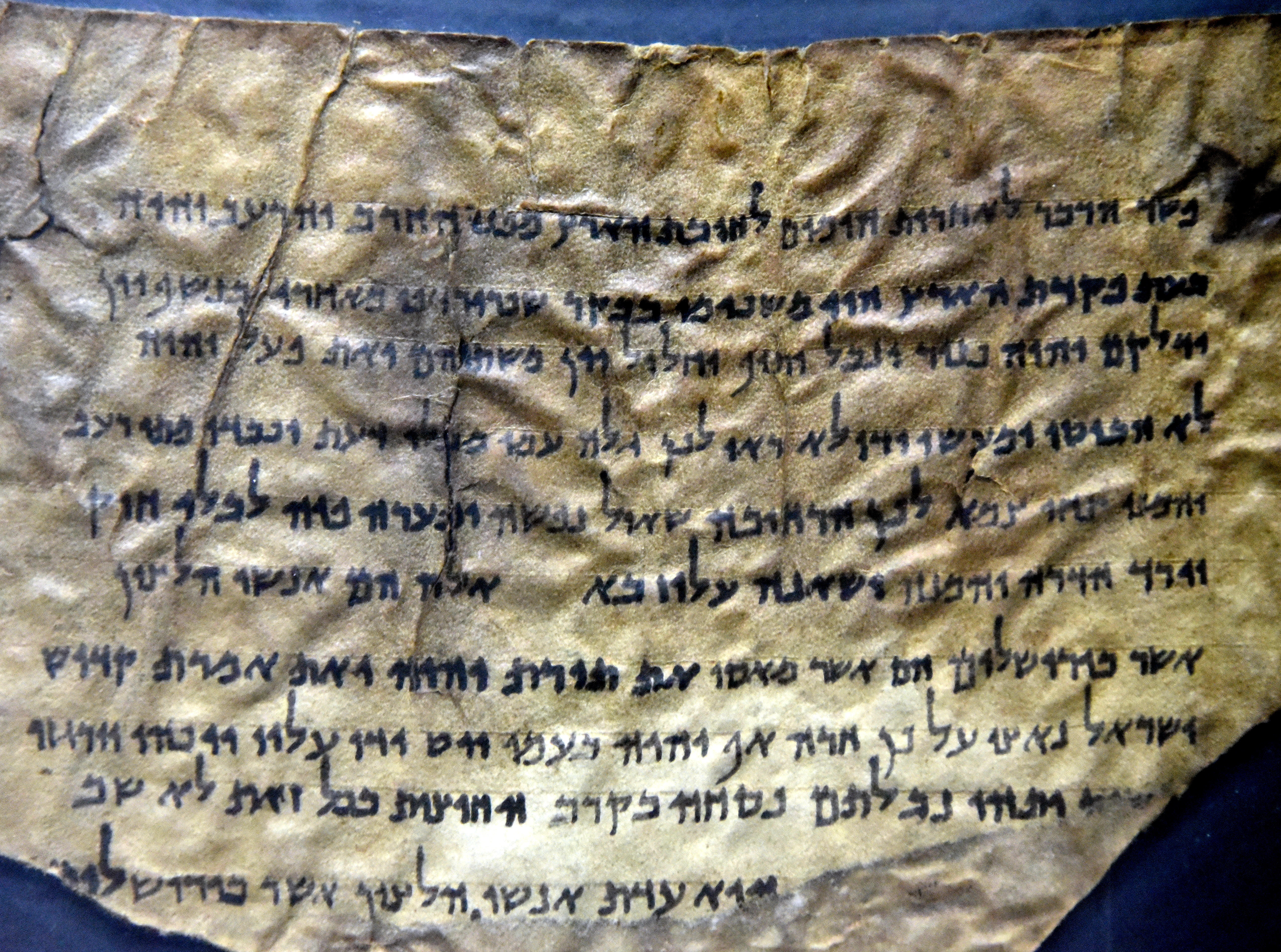
Pergaminho do Mar Morto, Pesher Isaiah, da Gruta 4 de Qumran, o Museu da Jordânia em Amã
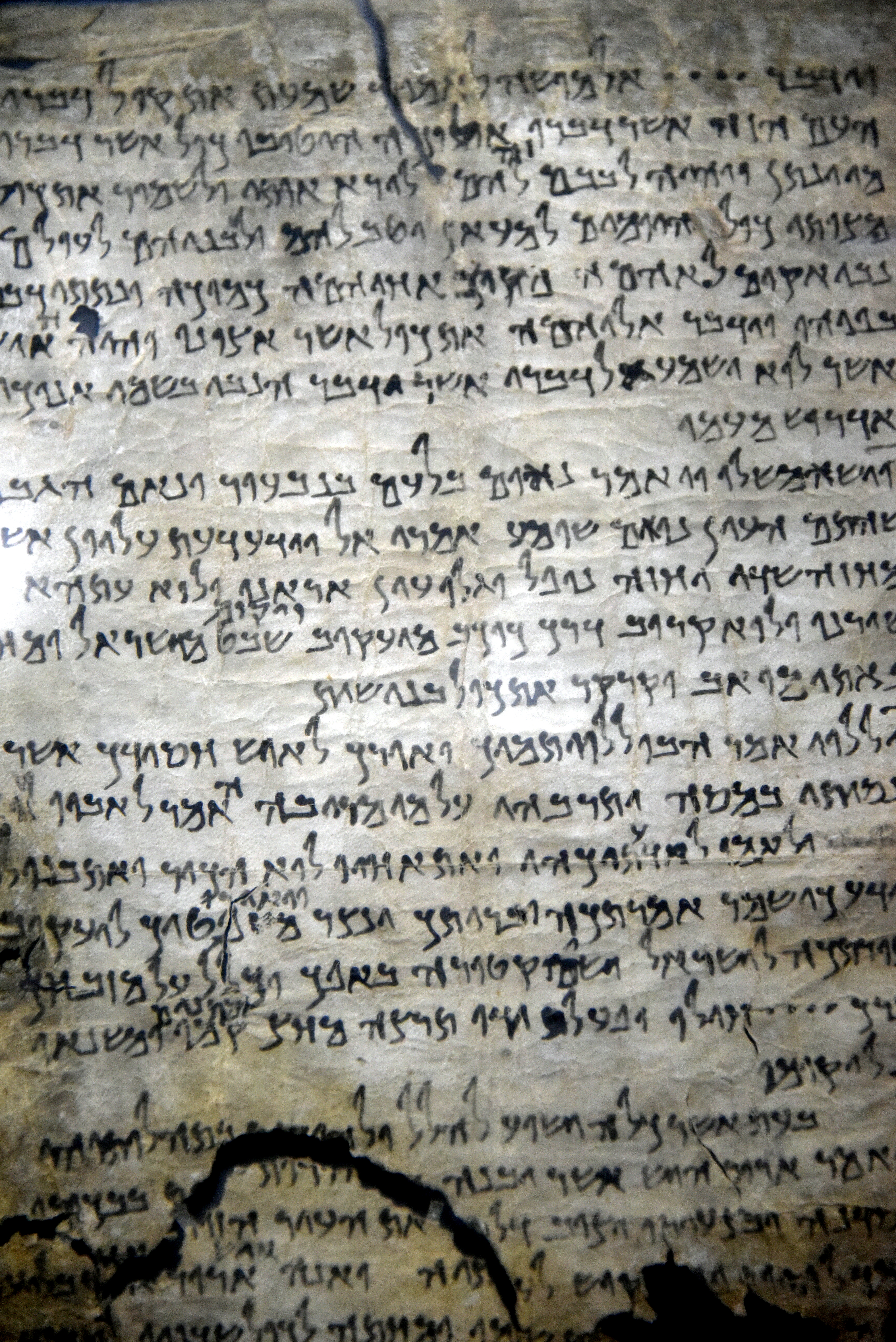
Pergaminho do Mar Morto 175, Testimonia, da Caverna 4 de Qumran, o Museu da Jordânia em Amã
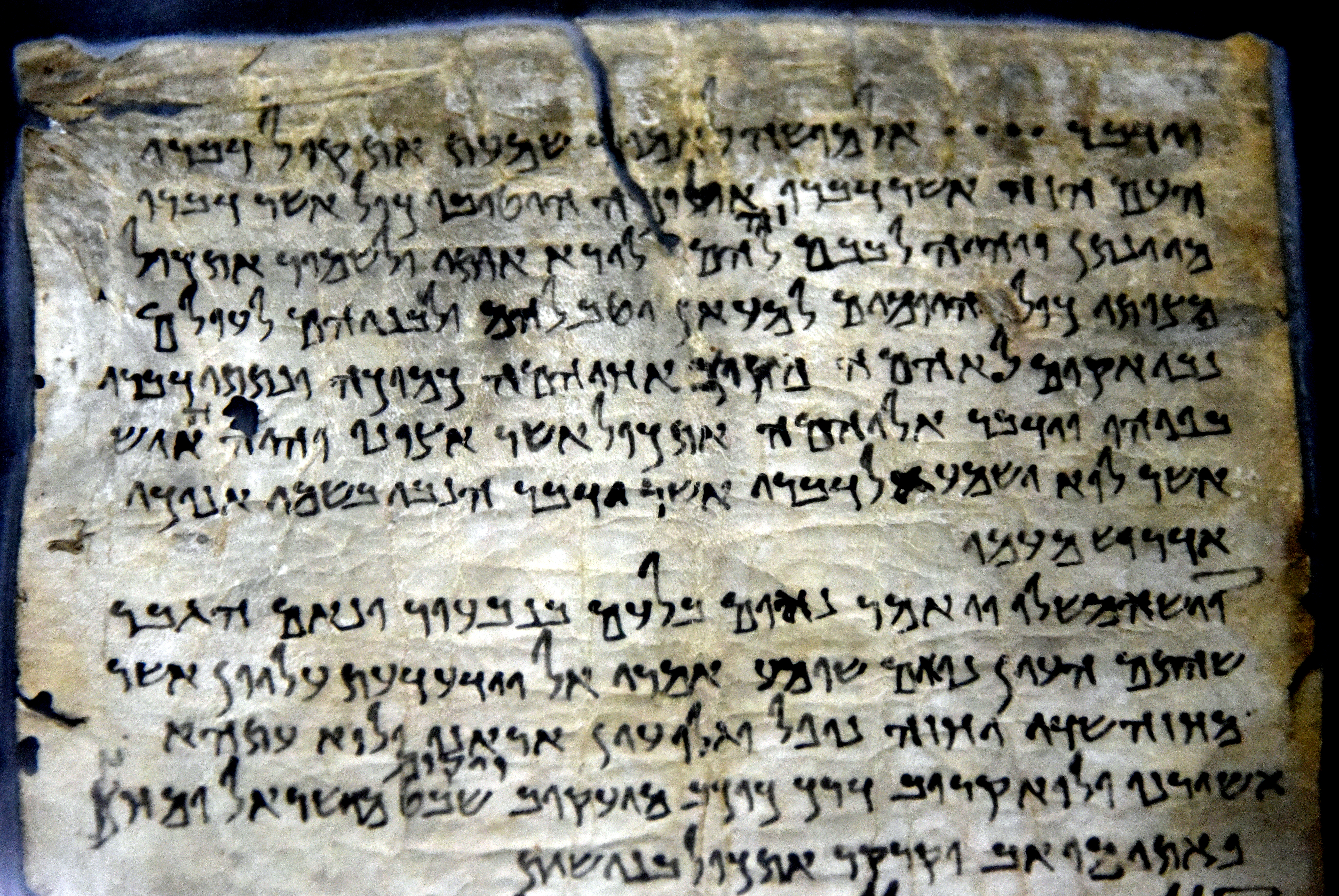
Detalhe, Manuscrito do Mar Morto 175, Testimonia, da Gruta 4 de Qumran, o Museu da Jordânia em Amã
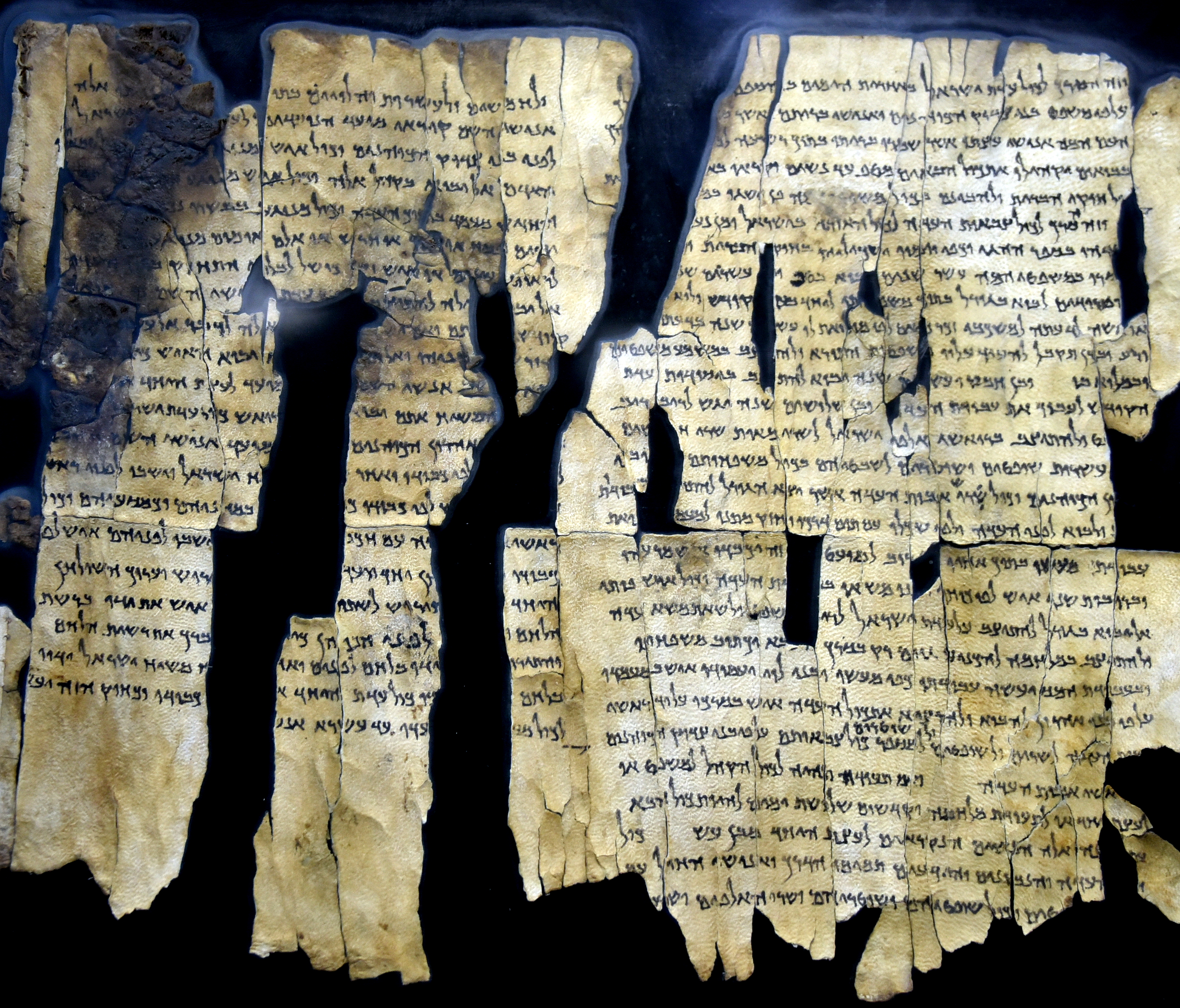
Pergaminho do Mar Morto 28a da Caverna 1 de Qumran, o Museu da Jordânia em Amã
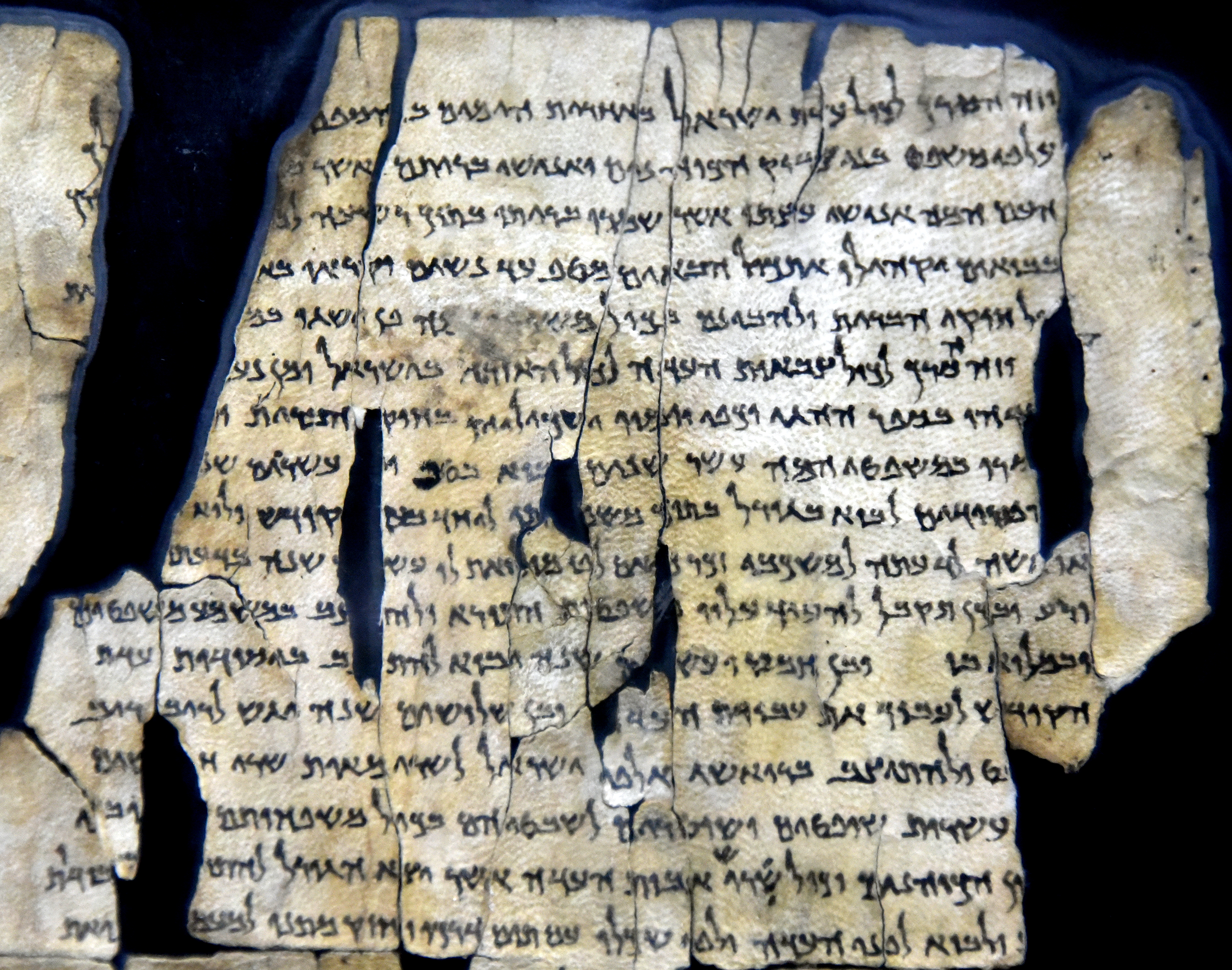
Parte do Pergaminho do Mar Morto 28a da Caverna 1 de Qumran, o Museu da Jordânia em Amã
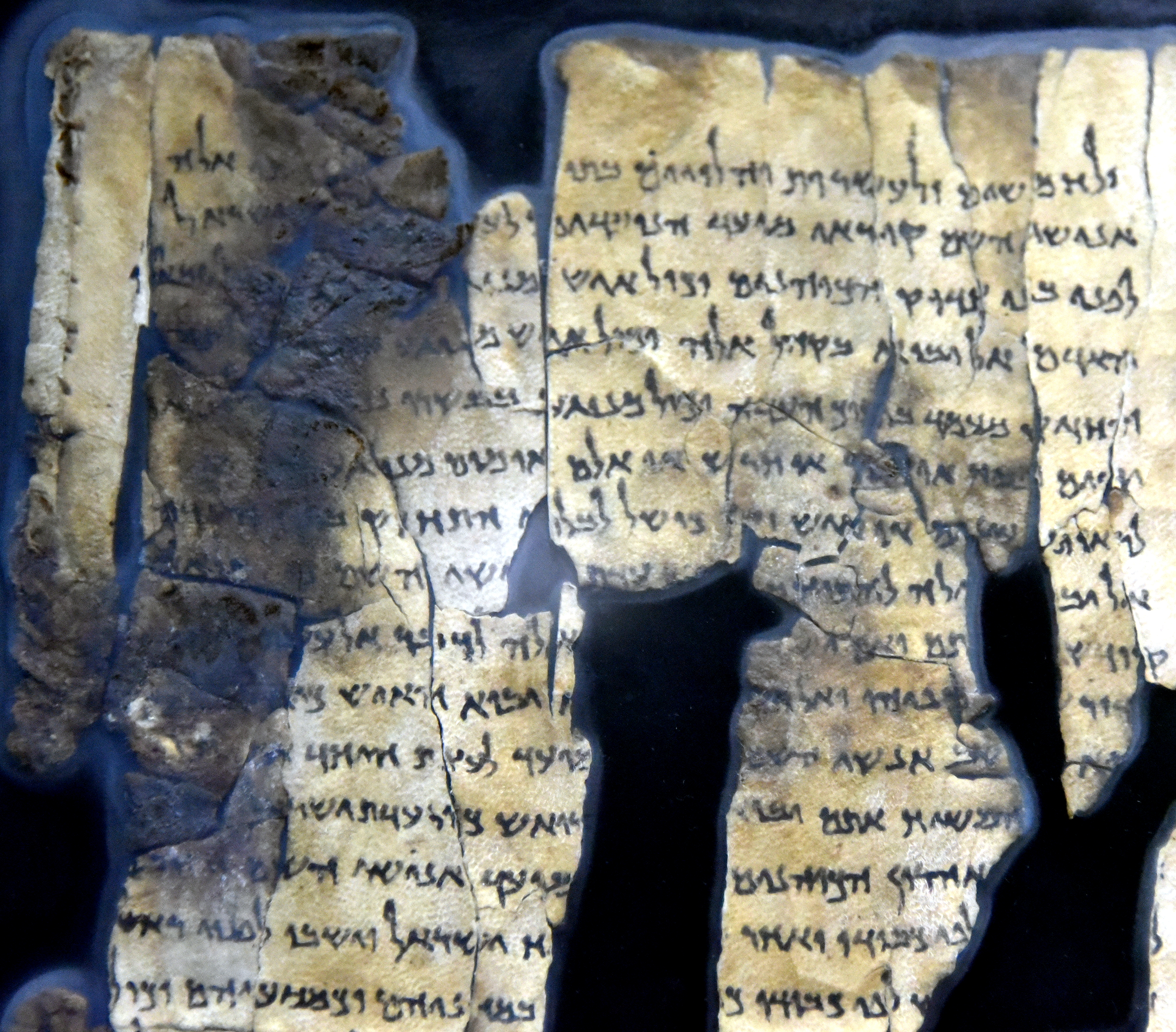
Parte do Pergaminho do Mar Morto 28a da Gruta 1 de Qumran, no Museu da Jordânia em Amã
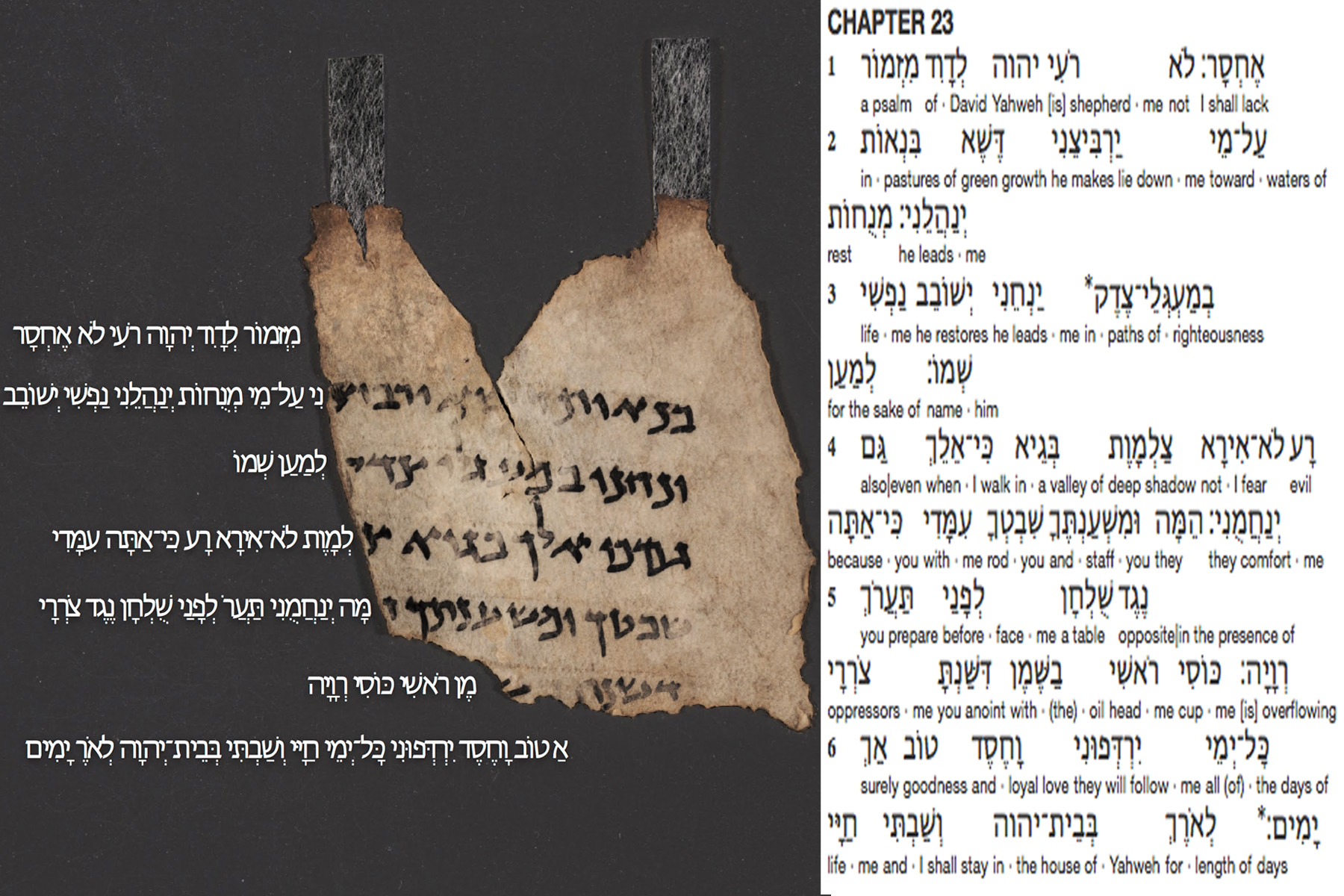
Fragmento de Manuscrito do Mar Morto 5 / 6HEV PS encontrado na Caverna das Letras em Nahal Hever